# Laperousea
Laperousea is een geslacht van spinnen uit de familie hangmatspinnen (Linyphiidae).

## Soorten
De volgende soorten zijn bij het geslacht ingedeeld:
- Laperousea blattifera (Urquhart, 1887)
- Laperousea quindecimpunctata (Urquhart, 1893)